# The Wild Robot
The Wild Robot (bra: Robô Selvagem; prt: Robot Selvagem) é um filme de animação americano de drama e ficção científica baseado na série de livros de mesmo nome de Peter Brown, produzido pela DreamWorks Animation e distribuído pela Universal Pictures. O filme foi escrito e dirigido por Chris Sanders, produzido por Jeff Hermann e tendo como produtor executivo o parceiro colaborativo de Sanders, Dean DeBlois.
É estrelado por Lupita Nyong'o como Roz, a protagonista, ao lado do elenco que inclui Pedro Pascal, Kit Connor, Catherine O'Hara, Bill Nighy, Stephanie Hsu, Mark Hamill, Matt Berry, e Ving Rhames.
A DreamWorks anunciou uma adaptação para filme de animação da série de livros The Wild Robot em setembro de 2023, com Sanders, Hermann e DeBlois na produção. Chris Sanders se inspirou nos filmes clássicos de animação da Disney e nas obras de Hayao Miyazaki. Seria o último filme a ser animado inteiramente internamente na DreamWorks, já que foi relatado em outubro de 2023 que o estúdio deixaria de produzir filmes internamente e passaria a depender mais fortemente de estúdios externos após 2024. Kris Bowers compôs a trilha sonora do filme, marcando sua primeira trilha sonora para um filme de animação.
The Wild Robot estreou no Festival Internacional de Cinema de Toronto em 8 de setembro de 2024 e nos Estados Unidos em 27 de setembro de 2024. No Brasil e em Portugal o filme estreou em 10 de outubro de 2024. O filme recebeu aclamação da crítica e do público e arrecadou US$ 324,2 milhões contra um orçamento de US$ 78 milhões. Uma sequência está em desenvolvimento.

## Premissa
A aventura épica acompanha a jornada de uma robô — unidade ROZZUM 7134, “Roz” para abreviar — que naufraga em uma Terra desabitada e precisa aprender a se adaptar ao ambiente hostil, construindo gradualmente relacionamentos com os animais da ilha e se tornando a mãe adotiva de um filhote de ganso órfão. Segundo Peter Brown, o nome ROZZUM / Roz é "um aceno sutil" à peça teatral R.U.R. (1920) de Karel Čapek. É em R.U.R. que surge, pela primeira vez, a palavra "robô", criada pelos irmãos Čapek.

## Enredo
Em uma Terra no futuro, uma nave de carga da Universal Dynamics encalha em uma ilha desabitada. A única dos robôs utilitários ROZZUM ainda inteiro, a unidade 7134, que se autodenomina "Roz" para abreviar, é ativada pela vida selvagem local e, após vários mal-entendidos, Roz decide entrar em um modo seguro de aprendizagem observando a natureza, emergindo dias depois fluente em todas as línguas animais. Roz decide ir embora por não ter nenhuma tarefa, mas após uma tentativa frustrada de contatar seu fabricante, Roz acidentalmente destrói um ninho de ganso, além de um único ovo. Roz impede uma raposa de comer o ovo e ele então choca, e o ganso se imprime em Roz, eventualmente quebrando o módulo de comunicação do robô. Uma discussão com Cauda-Rosa, uma gambá mãe, acaba estabelecendo uma missão em Roz sobre criar o ganso antes que ele precise deixar a ilha para sua migração com as aves no inverno. Roz pede ajuda à raposa, Astuto, e uma conversa entre eles enquanto constroem um abrigo faz com que o pássaro seja chamado de Bico-Vivo.
Depois que Bico-Vivo cresceu, Roz tenta ensiná-lo a nadar, e Bico-Vivo conhece outros gansos, sendo intimidado por sua baixa estatura e maneiras sociais desajeitadas. Depois que Bico-Vivo descobre que Roz causou a morte de sua família, fazendo-o crescer sozinho e desajustado, ele fica ressentido e decide se afastar dela. Depois de aprender mais sobre seu propósito e obter outro módulo de comunicação dos destroços contendo os robôs ROZZUM destruídos, um ganso mais velho Pescoçudo encoraja Roz a fazer Bico-Vivo aprender a voar. Depois que ele é capaz e voa para longe com os outros gansos, Roz fica preocupada com a forma como ela desafiou sua programação, que se apegou ao pássaro e fica triste por ele ter ido embora. Ela ativa seu módulo de comunicação, mas assim que o farol aparece na sede da Universal Dynamics, Roz o desliga novamente.
Uma tempestade faz os gansos se esconderem em uma estufa futurista, onde robôs ROZZUM confundem os pássaros com pragas e atacam. Pescoçudo percebe que a familiaridade de Bico-Vivo com Roz faz dele o único ganso que não entra em pânico, e pede que ele leve o bando para longe da estufa, sacrificando-se no processo. Roz acorda em seu abrigo e encontra Astuto, que lhe diz que está se escondendo de uma forte e perigosa tempestade de neve. Roz decide resgatar todos os animais e levá-los para o abrigo, esgotando suas baterias como resultado. Colocar predadores e presas juntos cria um ambiente caótico antes de Astuto lembrá-los de que eles estariam mortos de frio se não fosse pelos esforços de Roz, e Roz pede uma trégua antes de desligar, ao que os animais obedecem.
Roz desperta meses depois, observando de longe os gansos retornarem, saudando Bico-Vivo como um herói. Ela então vê uma nave de desembarque da Universal Dynamics chegar, da qual sai o robô Vontra, que diz que Roz tem sido muito procurada desde o chamado, e a sede quer trazê-la de volta para que as mudanças em sua programação possam ser estudadas. Roz relutantemente vai junto antes que Astuto chegue e diga que Bico-Vivo quer ver Roz, fazendo-a ir embora. Empenhada em trazer Roz de volta, Vontra coloca um exército de robôs atrás dela, que os animais passam a atacar. Vontra faz os robôs atacados se autodestruírem para distrair os animais, acendendo um enorme incêndio florestal, enquanto ela arrasta Roz para a nave com um raio trator. Bico-Vivo lidera os gansos da ilha em um ataque à nave de transporte enquanto os outros animais apagam o fogo, mas ele descobre que Vontra já cortou o poder de Roz e apagou suas memórias. No entanto, os sistemas de Roz são reativados e restaurados por seu amor por Bico-Vivo, e os dois destroem Vontra e escapam da nave de transporte antes que ela exploda. 
Vendo todo o dano e sabendo que a Universal Dynamics continuaria enviando robôs atrás dela, Roz decide que é melhor para ela ir embora, prometendo aos animais que seus fabricantes não podem tirar sua consciência e que ela encontrará uma maneira de retornar. Meses depois, Roz está trabalhando na estufa e aparentemente restaurada às configurações de fábrica, mas quando Bico-Vivo entra furtivamente e se aproxima de Roz, ela revela que ainda tem suas memórias, e os dois se abraçam.
Em uma cena pós-créditos, Astuto e Remo, o castor, estão plantando uma árvore. Quando eles saem, um esquilo entra e começa a rir, apenas para Astuto jogar uma bolota nele, aborrecido.

## Elenco

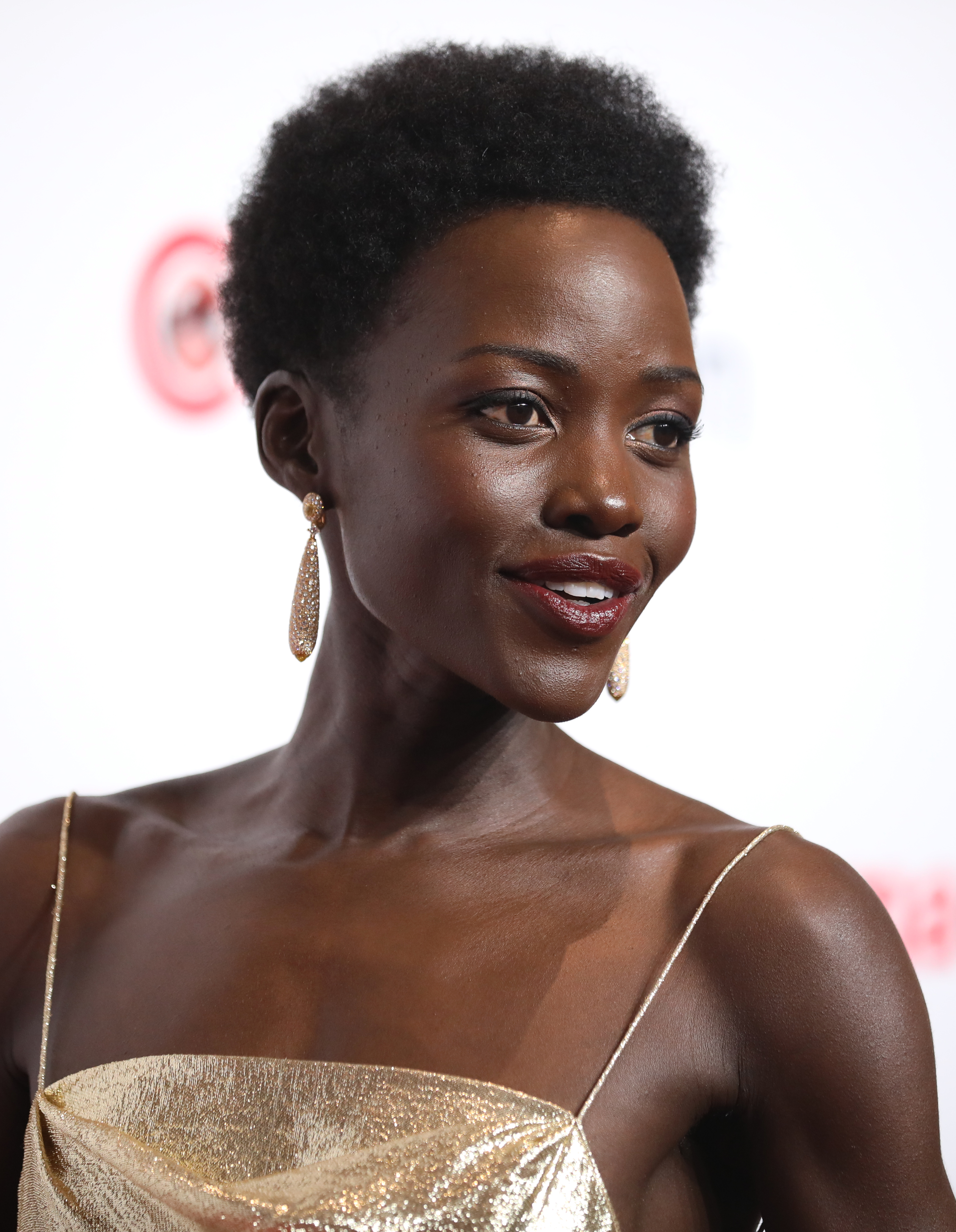
Lupita Nyong'o faz Roz, a protagonista.

- Lupita Nyong'o como Roz, uma robô abandonada que vive na floresta e que se torna mãe adotiva de ganso.[9] No Brasil, Elina de Souza.[10]
  - Lupita também dá voz à unidade ROZZUM 6262, um robô quebrado que foi levado para a mesma ilha que Roz, que dá a Roz seu transponder para que ela volte para casa.
- Pedro Pascal como Astuto, uma raposa travessa que é o primeiro animal que Roz faz amizade. Ele desempenha um papel parental para Bico-Vivo ao lado de Roz. Astuto é inicialmente cauteloso e desdenhoso, mas aprende a se abrir, aceitar e dar amor depois de conhecer Roz.[11] No Brasil, Rodrigo Lombardi.[10]
- Kit Connor como Bico-Vivo, um ganso órfão criado por Roz.[9] No Brasil, Gabriel Leone.[10]
  - Boone Storme como Bebê Bico-Vivo. No Brasil, Vicente Alvite.[10]
- Catherine O'Hara como Cauda-Rosa, uma mãe gambá, que dá alguns conselhos a Roz sobre como criar Bico-Vivo.[9] No Brasil, Rosa Maria Baroli.[10]
- Bill Nighy como Pescoçudo, um sábio ganso mais velho, que ajuda Roz a entender como ensinar Bico-Vivo a voar.[9] No Brasil, Carlos Campanile.
- Stephanie Hsu como Vontra, um robô que foi enviado para resgatar Roz.[9] No Brasil, Jussara Marques.[10]
- Mark Hamill como Thorn, um urso pardo valente. No Brasil, Francisco Júnior.[10]
- Matt Berry como Remo, um castor que passa os dias tentando roer uma árvore gigante. No Brasil, Dláigelles Silva.[10]
- Ving Rhames como Trovoada, um falcão que ajuda Bico-Vivo a aprender a voar. No Brasil, Vanderlan Mendes.[10]

## Produção

### Desenvolvimento
Em 28 de setembro de 2023, a DreamWorks Animation anunciou uma adaptação para filme de animação da série de livros The Wild Robot de Peter Brown, com Chris Sanders definido para escrever e dirigir, Jeff Hermann definido para produzir e o colaborador criativo de longa data de Sanders, Dean DeBlois, definido para servir como produtor executivo. Outros membros da equipe foram revelados, incluindo o designer de produção Raymond Zibach, a editora Mary Blee e a chefe de história Heidi Jo Gilbert.

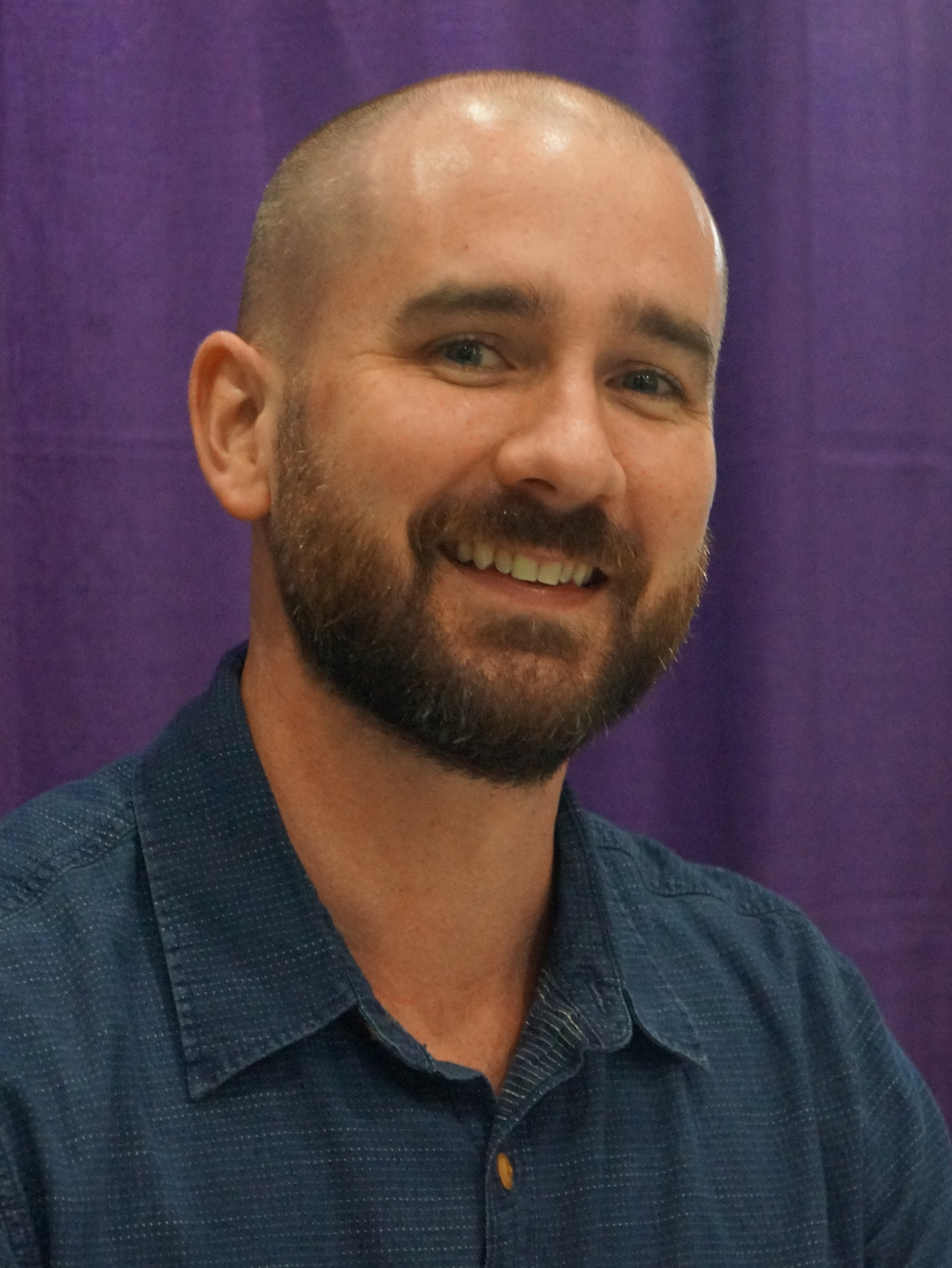
Peter Brown, criador da franquia de livros The Wild Robot.

Chris Sanders conheceu o livro de Peter pela primeira vez por meio de sua filha, embora ele nunca o tenha lido. Anos mais tarde, enquanto procurava seu próximo projeto na DreamWorks, Sanders recebeu a oportunidade de dirigir uma adaptação do livro para o estúdio. Ao lê-lo, Sanders imediatamente se apaixonou pela história e sentiu que era a pessoa certa para adaptá-la ao cinema. Ele descreveu o livro como "enganosamente simples" e "emocionalmente complexo". Sanders já havia considerado a ideia de uma criatura se unindo a animais para sua estreia na direção, Lilo e Stitch. Sanders contatou Peter e mais tarde descreveria o telefonema como crítico para o desenvolvimento do filme. Peter disse à equipe de produção que seu tema pretendido para o livro era que a gentileza poderia ser uma habilidade de sobrevivência. Sanders procurou tecer esse tema por meio do filme e sentiu que atingiu esse objetivo. Outro tema da história que atraiu Sanders foi o da maternidade. Ele sentiu que nunca havia feito uma história dessa natureza antes.

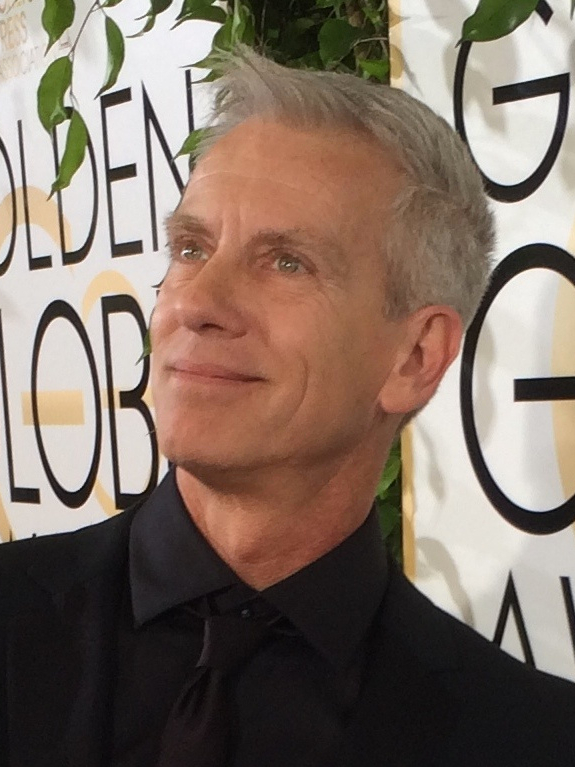
Chris Sanders, diretor e escritor do filme.

Mudanças foram feitas na história do livro para o filme. No livro, Roz está em constante busca por uma tarefa, mas também no lugar errado e sem ninguém para lhe dar tarefas. Sanders sentiu que corria o risco de se tornar monótona em alguns pontos da história, então se esforçou para tornar Roz constantemente interessante e envolvente. Os papéis de alguns personagens do livro foram reduzidos para dar a outros mais tempo de tela e impacto. As mudanças nos personagens e seus papéis também foram feitas para evitar que o filme ficasse muito cheio.

### Escolha de Elenco
Em 5 de março de 2024, com o lançamento do primeiro trailer do filme, Lupita Nyong'o, Pedro Pascal, Catherine O'Hara, Bill Nighy, Kit Connor, Stephanie Hsu, Mark Hamill, Matt Berry e Ving Rhames foram anunciados como estrelando o filme.
Chris Sanders queria que Roz fosse uma personagem convincente e sentiu que uma performance de voz extraordinária era necessária para conseguir isso. Ele queria evitar uma abordagem fictícia bidimensional de um robô, onde eles vão direto de sem emoção para emocionais. Lupita foi encarregada de encontrar uma voz para o personagem e desenvolvê-la conforme a história progredia. O papel da atriz foi particularmente importante, pois Roz não possuía articulação facial. Isso significava que a voz de Lupita era a principal forma de significar as emoções de Roz.
De acordo com Mark, que dublou Thorn, ele veio a conhecer o filme depois de ler o livro de The Wild Robot. Ele diz que The Wild Robot o lembrou de seus primeiros sentimentos sobre Star Wars (1977), no qual ele originou o papel de Luke Skywalker.

### Animação e design
No CinemaCon 2024, em abril, Sanders disse que se inspirou nos clássicos filmes de animação da Disney e nas obras de Hayao Miyazaki, resultando em um estilo visual CG estilizado que ele descreveu como "uma pintura de Monet em uma floresta de Miyazaki".
The Wild Robot seria o último filme a ser animado inteiramente internamente na DreamWorks, como o Cartoon Brew relatou em 6 de outubro de 2023, que o estúdio deixaria de produzir filmes internamente em seu campus de Glendale para depender mais fortemente de estúdios externos após 2024.
Depois de ler o livro, Sanders sentiu que o tom inocente da história e o cenário natural exigiam um visual que se afastasse do fotorrealismo CGI padrão em muitos filmes de animação modernos. Ele e o designer de produção Raymond Zibach queriam que o filme em seu estado final ainda se parecesse com as pinturas conceituais. Para conseguir isso, a equipe de produção se baseou nas tecnologias usadas em dois dos filmes anteriores da DreamWorks, Gato de Botas 2: O Último Pedido e Os Caras Malvados (ambos de 2022). Embora os personagens fossem compostos de formas geométricas CGI, suas superfícies possuem uma aparência pintada à mão. Essa filosofia de estilo pictórico foi transportada para todos os elementos visuais do filme, incluindo o céu e os ambientes.
Chris Sanders se inspirou nos clássicos filmes de animação da Disney e nas obras de Hayao Miyazaki, resultando em um estilo visual CG estilizado que ele descreveu como "uma pintura de Monet em uma floresta de Miyazaki". Ele considerou Bambi (1942) e Meu Amigo Totoro (1988) como as maiores influências no visual. As obras de Syd Mead serviram de inspiração para as partes futurísticas do filme.
Sanders queria que o design de Roz fosse icônico e memorável e que ocupasse seu lugar entre os robôs mais famosos da ficção. Inspirando-se em C-3PO e R2-D2 de Star Wars e Robby, o Robô de Planeta Proibido (1956), ele queria que Roz tivesse pouca articulação facial. Sanders e o resto da equipe de design fizeram vários designs de protótipos durante a produção. Um dos designers, Hyun Huh, apresentou seu design de Roz para a equipe, que se tornou a base para o visto no filme. A equipe imediatamente se apaixonou pelo design de Huh, com Sanders descrevendo-o como simples e atraente. O livro original de Brown descreveu Roz com muitos detalhes, então Sanders e a equipe sabiam que tinham que deixar alguns elementos de design de fora. No entanto, em nome da descrição de Brown sobre o propósito de uma unidade ROZZUM para os humanos, eles almejavam que o design de Roz fosse humanoide.

### Música
Kris Bowers comporia a trilha sonora do filme, marcando sua primeira trilha sonora para um filme de animação. Além disso, duas canções originais foram anunciadas para serem feitas para o filme, interpretadas por Maren Morris e escritas por Maren, Ali Tamposi, Michael Pollack, Delacey, Jordan Johnson e Stefan Johnson: "Kiss the Sky" e "Even When I'm Not", com a primeira programada para ser lançada em 28 de agosto, enquanto a última, junto com o álbum completo da trilha sonora, seria lançada em 27 de setembro. Maren e sua equipe de co-escritores foram inspirados a escrever uma segunda música para o filme, "Even When I'm Not", que aparece nos créditos finais do filme, quando eles exibiram o filme finalizado.

## Lançamento
Robô Selvagem estreou em 27 de setembro de 2024 nos Estados Unidos. No Brasil o filme iria estrear em 20 de setembro, mas posteriormente foi adiado para 10 de outubro de 2024. Em Portugal, também estreou em 10 de de outubro de 2024. Durante a "Semana do Cinema" no Brasil, de 12 a 18 de setembro, o filme ficou disponível temporariamente, como pré-estreia, em alguns cinemas selecionados pelo país.

### Marketing
O primeiro trailer do filme, apresentando uma versão de Reuben and the Dark de "What a Wonderful World", e pôster, foram lançados em 5 de março de 2024. O trailer estrearia nos cinemas três dias depois, antes das exibições de Kung Fu Panda 4. Escrevendo para o Polygon, Tasha Robinson comparou o design de Roz a robôs de filmes familiares, como BB-8, WALL-E, Baymax e The Iron Giant, e observa que as únicas palavras ditas no trailer: "Às vezes, para sobreviver, devemos nos tornar mais do que fomos programados para ser" - evocaram a mensagem de The Iron Giant.
Um segundo trailer e um novo pôster foram lançados em 11 de junho de 2024.

### Mídia doméstica
The Wild Robot será lançado de forma digital em 15 de outubro de 2024 e em Blu-ray, DVD e 4K Ultra HD em 3 de dezembro nos Estados Unidos.
Como parte do acordo de longo prazo da Universal com a Netflix, o filme será transmitido pela Peacock durante os primeiros quatro meses da janela de TV paga, antes de passar para a Netflix pelos próximos dez meses e retornar à Peacock pelos quatro restantes.

## Recepção

### Bilheteria
Até 25 de dezembro de 2024, Robô Selvagem arrecadou US$ 143,1 milhões nos Estados Unidos e Canadá, e 181,1 milhões em outros territórios, para um total mundial de US$ 324,2 milhões.
Nos Estados Unidos e Canadá, o filme foi lançado junto com Megalopolis e foi projetado para arrecadar US$ 24–30 milhões em 3.962 cinemas em seu fim de semana de estreia. O filme arrecadou US$ 11,3 milhões em seu primeiro dia, incluindo US$ 1,9 milhão nas prévias de quinta-feira. O filme arrecadou em sua estreia US$ 35 milhões, um pouco acima das previsões, liderando as bilheterias e se tornando a terceira maior estreia de um filme de animação de setembro, atrás de Hotel Transylvania (2012) da Sony Pictures Animation e sua sequência Hotel Transylvania 2 (2015). Em seu segundo fim de semana, o filme arrecadou US$ 18,9 milhões (uma queda de 47% em relação ao primeiro fim de semana), terminando em segundo atrás do estreante Coringa: Delírio a Dois. Em seu terceiro fim de semana, o filme arrecadou US$ 14 milhões, permanecendo em segundo lugar. O filme arrecadou US$ 10,1 milhões e US$ 6,8 milhões em seu quarto e quinto fins de semana, respectivamente.

### Crítica
The Wild Robot foi elogiado por vários aspectos técnicos e artísticos e por sua profundidade emocional e sua capacidade de cativar o público com uma narrativa sensível e complexa, ao mesmo tempo em que oferece um enredo envolvente para todas as idades, com alguns críticos o considerando o melhor filme de animação de 2024, um dos melhores do estúdio e um dos melhores filmes de animação já feito. No site agregador de críticas Rotten Tomatoes, 98% das 231 avaliações dos críticos são positivas, com uma classificação média de 8,5/10. O consenso do site diz: "Um conto simples contado com grande sofisticação, The Wild Robot é um entretenimento maravilhoso que deslumbra os olhos enquanto enche seu coração até a borda". O Metacritic, que usa uma média ponderada, atribuiu ao filme uma pontuação de 85 em 100, com base em 46 críticos, indicando "aclamação universal". O público pesquisado pelo CinemaScore deu ao filme uma nota média de "A" em uma escala de A+ a F, enquanto os pesquisados pelo PostTrak deram a ele uma pontuação geral positiva de 96%, com 62% dizendo que definitivamente o recomendariam.
Natalia Winkelman do The New York Times chamou o filme de "um triunfo deslumbrante da animação" e escreveu "este é um trabalho que se preocupa principalmente com duas coisas: grandes sentimentos e grande beleza." Adrian Horton, escrevendo para o The Guardian disse: "Inteligente, sincero e frequentemente impressionante, The Wild Robot oferece o tipo de entretenimento animado para todas as idades que irá encantar as crianças e deixar um nó na garganta". Robbie Collin do The Daily Telegraph deu ao filme uma pontuação de cinco de cinco, dizendo "A DreamWorks foi fundada há 30 anos neste mês, e este lançamento de aniversário oportuno é seu filme mais rico e comovente desde o renomado O Príncipe do Egito de 1998." Em sua crítica para o Vulture , Bilge Ebiri elogiou a atuação de Lupita Nyong'o e descobriu que "transformou este filme familiar emocionante em um inesquecível."

### Prêmios e indicações
| Prêmio                                            | Categoria                          | Recepientes                                                                                           | Resultado | Ref.   |
| ------------------------------------------------- | ---------------------------------- | --- | --------- | ------ |
| Festival Internacional de Cinema de San Sebastián | Lurra - Greenpeace Award           | The Wild Robot                                                                                        | Venceu    | [ 59 ] |
| SCAD Savannah Film Festival                       | Virtuoso Award                     | Lupita Nyong’o                                                                                        | Venceu    | [ 60 ] |
| Hollywood Music in Media Awards                   | Melhor – Animated Film             | Kris Bowers                                                                                           | Pendente  | [ 61 ] |
| Hollywood Music in Media Awards                   | Best Original Song – Animated Film | "Kiss the Sky" – Maren Morris, Ali Tamposi, Michael Pollack, Delacey, Jordan Johnson & Stefan Johnson | Pendente  | [ 61 ] |
| Winter IndieWire Honors                           | Spark Award                        | Chris Sanders                                                                                         | Venceu    | [ 62 ] |
| Celebration of Cinema and Television              | Composer Award                     | Kris Bowers                                                                                           | Venceu    | [ 63 ] |

## Sequência
Em 7 de setembro de 2024, o diretor Chris Sanders, quando questionado sobre uma possível sequência de The Wild Robot, declarou: "Eu gostaria muito. Este foi um trabalho de amor da parte de todos no estúdio e, sim, acho que adoraria ir e ficar aqui por um tempo.". Em 12 de outubro de 2024, ele confirmou que uma sequência está em produção.